# Amparo Muñoz
Amparo Muñoz Quesada (Vélez-Málaga, 20 de junho de 1954 – Málaga, 27 de fevereiro de 2011) foi uma modelo, atriz e rainha da beleza espanhola, coroada como Miss Universo 1974. Foi também a única vencedora da Espanha e a única a ter renunciado ao cargo na história do Miss Universo.
Com uma vida polêmica, marcada por problemas com drogas, alcoolismo e até acusações infundadas de ser portadora do vírus da AIDS, por mais de trinta anos foi uma personagem pública assídua na imprensa de escândalos de seu país, e realizou cerca de 40 filmes em mais de trinta anos de carreira no cinema e na televisão espanhola. Morreu em fevereiro de 2011, aos 56 anos, por complicações cerebrais causadas pelo Mal de Parkinson.

## Biografia
Natural da cidade de Vélez-Málaga, na Andaluzia, onde vencera o título municipal - Miss Costa del Sol - para competir no Miss Espanha, em Lanzarote, antes do concurso, Amparo foi secretária, especializada em mecanografia e taquigrafia, depois modelo e starlet com alguma fama na Espanha, atuando principalmente em filmes-B, carreira em que começou ainda adolescente, junto com a de modelo de publicidade.
Após sua vitória no concurso nacional, Amparo participou do Miss Universo 1974 em Manila, Filipinas, onde acabaria eleita, a primeira e única espanhola espanhola até hoje a consegui-lo. Seis meses após o concurso, entretanto, renunciou após recusar-se a fazer uma viagem de trabalho para o Japão.
Nos anos seguintes, transformada em celebridade do país, seguiu a carreira de atriz, aonde fez trabalhos para a televisão e cinema, e até filmes pornográficos quando os trabalhos importantes escassearam, graças aos escândalos associados ao seu nome. Polêmica, sempre com constantes relacionamentos e três casamentos fracassados. Em 1983, na mesma Manila onde havia sido eleita nove anos antes e tinha ido para rodar um filme com seu então companheiro Flavio Labarca, um chileno, mais tarde acusado de tráfico de entorpecentes, foi presa por porte de drogas, sendo dois anos depois condenada a quatro anos de cadeia. Quatro anos depois, em Barcelona, foi novamente presa pelo mesmo problema, desta vez por suposto porte de heroína. Em 1990, as revistas de fofoca espanholas publicaram reportagens afirmando que a atriz estava com o vírus da AIDS, o que depois se revelou infundado, e para piorar foram feitas acusações judiciais de calotes em hotéis aonde se hospedou. Todos estes problemas lhe causaram uma grande perda na sua carreira cinematográfica, que sempre foi de altos e baixos, chegando a passar seis anos sem filmar.
Em 2005, publicou um livro de memórias intitulado La vida es el precio, em que pouco falava do título e dos meses como Miss Universo, mas expunha os problemas que até então tinha enfrentado na vida depois da fama. 
Em 2006, descobrindo estar com um tumor cerebral, se submeteu a algumas sessões de quimioterapia, o que não fez efeito. Sabendo pelos médicos que 87% dos pacientes que se submetiam àquele tipo de operação morriam durante o procedimento, Amparo decidiu não operar-se e voltar à sua Málaga natal, trinta anos depois de tê-la deixado, para morrer aonde nasceu.

## Cinema
O título de Miss Universo abriu as portas do cinema espanhol para Amparo. O começo de sua carreira cinematográfica coincidiu com o auge comercial do movimento destape na Espanha, e ela se tornou uma atriz de ponta participando de obras como Vida conyugal sana, de Roberto Bodegas, Tocata y fuga de Lolita, de Antonio Drove, Sensualidad, de Germán Lorente e com Fernando Fernán Gomez, Clara es el precio, de Vicente Aranda ou La otra alcoba e La mujer del ministro, de Eloy de la Iglesia.
Conseguiu trabalhos mais elaborados em Mamãe Faz 100 Anos, de Carlos Saura, (1979), Dedicatoria de Jaime Chávarri, (1980), Hablamos esta noche de Pilar Miró, (1982), El balcón abierto (1984), produção de Jaime Camino em homenagem a Federico García Lorca e Lulú de noche de Emílio Martínez Lázaro, (1985). Para a televisão, gravou a minissérie Vida privada (1987) e um capítulo de Brigada Central (1989), entre vários outros trabalhos.
Após uma época de menor atividade, onde chegou a fazer filmes pornográficos, regressou ao cinema em 1996 em Licántropo, el asessino de media noche, filme escrito e protagonizado por Paul Naschy e, principalmente, com Familia, de Fernando León de Aranoa.

## Vida pessoal
Além de vários relacionamentos públicos e instáveis, que sempre a colocavam na mídia espanhola, Amparo teve três casamentos: com o cantor e compositor Patxi Andión, com Flavio Labarca, com quem se casou em 1983 e, após o divórcio, com Santiago Rubio Guijarro, de 1991 a 1994.
Amparo morreu no dia 27 de fevereiro de 2011 aos 56 anos, em sua casa de Málaga, cercada pelos familiares, após longa enfermidade causada por seu edema cerebral.